# David Howard Harrison

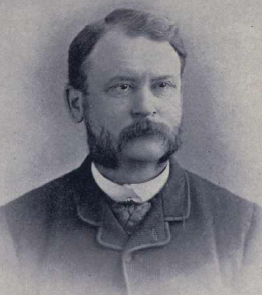
David Howard Harrison

David Howard Harrison (* 1. Juni 1843 in London, Oberkanada; † 8. September 1905 in Vancouver) war ein kanadischer Politiker. Er war Premierminister der Provinz Manitoba und regierte vom 26. Dezember 1887 bis zum 19. Januar 1888. Seine Regierungszeit von 24 Tagen ist die mit Abstand kürzeste dieser Provinz.

## Biografie
Harrison studierte Medizin an der University of Toronto und an der McGill University. 1864 eröffnete er eine Praxis im Ort St. Marys, wo er aufgewachsen war, später wurde er Gerichtsmediziner von Perth County. 1882 beschloss er, nach Manitoba zu ziehen und eine Ranch aufzubauen. Im darauf folgenden Jahr kandidierte er für einen Sitz in der Legislativversammlung von Manitoba und wurde im Wahlbezirk Minnedosa gewählt. Bald freundete er sich mit Premierminister John Norquay an. Dieser ernannte Harrison im August 1886 zum Minister für Landwirtschaft, Statistik und Gesundheit. Drei Monate später gelang ihm die Wiederwahl im neuen Wahlbezirk Minnedosa West.
Als Norquay die Unterstützung des kanadischen Premierministers John Macdonald verlor, weil er das Monopol der Canadian Pacific Railway nicht länger unterstützen wollte, brach die Provinzregierung auseinander. Harrison wurde am 26. Dezember 1887 zum neuen Premierminister von Manitoba ernannt. Doch wenige Tage später verloren die regierenden Konservativen zwei Nachwahlen, woraufhin er nach nur 24 Tagen im Amt zurücktrat und Thomas Greenway, der Vorsitzende der Liberalen, den Auftrag zur Regierungsbildung erhielt.
Nach dieser Niederlage kandidierte Harrison bei den Wahlen im Jahr 1888 nicht mehr. Er führte erfolgreich eine Bank in Neepawa und ließ sich 1900 in der Provinz British Columbia nieder.